# Сика

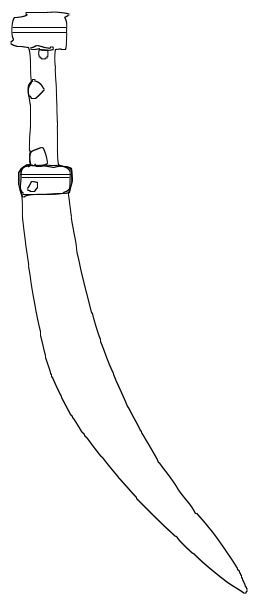
Зображення сики

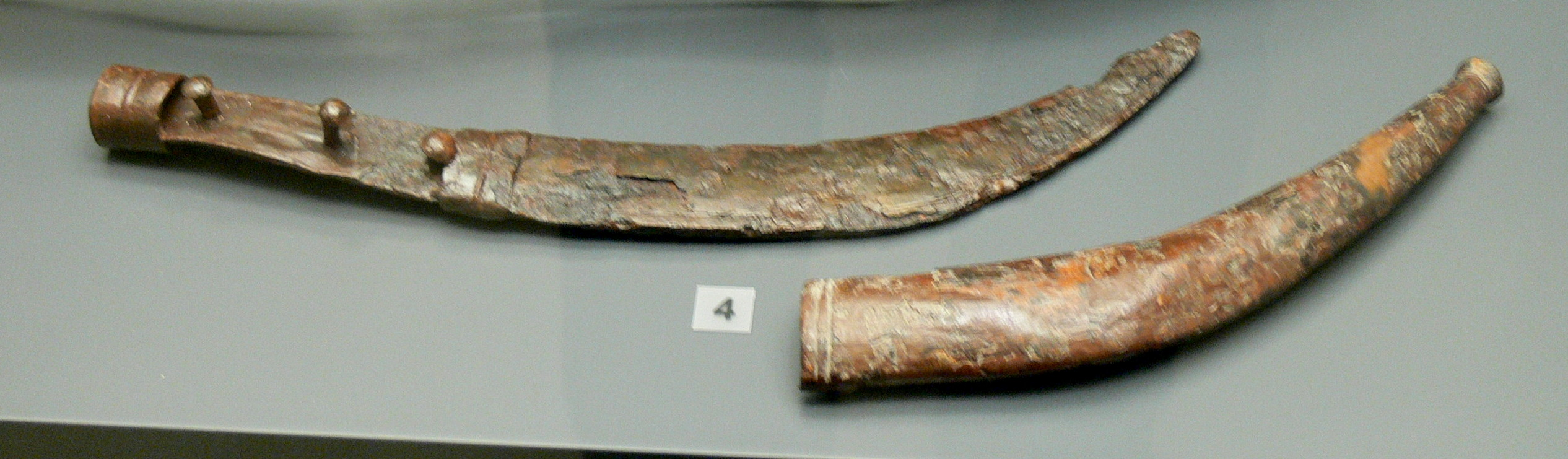
Сика з піхвами з поховання дакійського воїна у Куджирі (Румунія), датованого І ст. до н. е.

Си́ка (лат. sica) — короткий меч (кинджал, довгий ніж) з вигнутим клинком, уживаний іллірійцями, фракійцями, даками та римськими гладіаторами. Слово sica походить від іллірійського (давньоалбанського) *tsikā, де вважається похідним від праіндоєвропейського *ḱẽi («загострювати», «заточувати»).

## Історія
Первісно сика уживалася воїнами Іллірії, Фракії та Дакії (у місцях поширення Гальштатської культури). Після римського завоювання цих земель сика була запозичена римлянами, у яких стала виключно гладіаторською зброєю. Серед римських гладіаторів був особливий тип «фракійці» (лат. Thraeces), бойове спорядження яких повторювало національне фракійське: вони були озброєні сикою, захищені невеличким щитом, закритим шоломом та поножами. Аналогічну зброю уживали євреї, під час гебрейсько-римських воєн римляни звали юдейських повстанців «сикарії» (sicarii) — «озброєні сиками».

## Опис

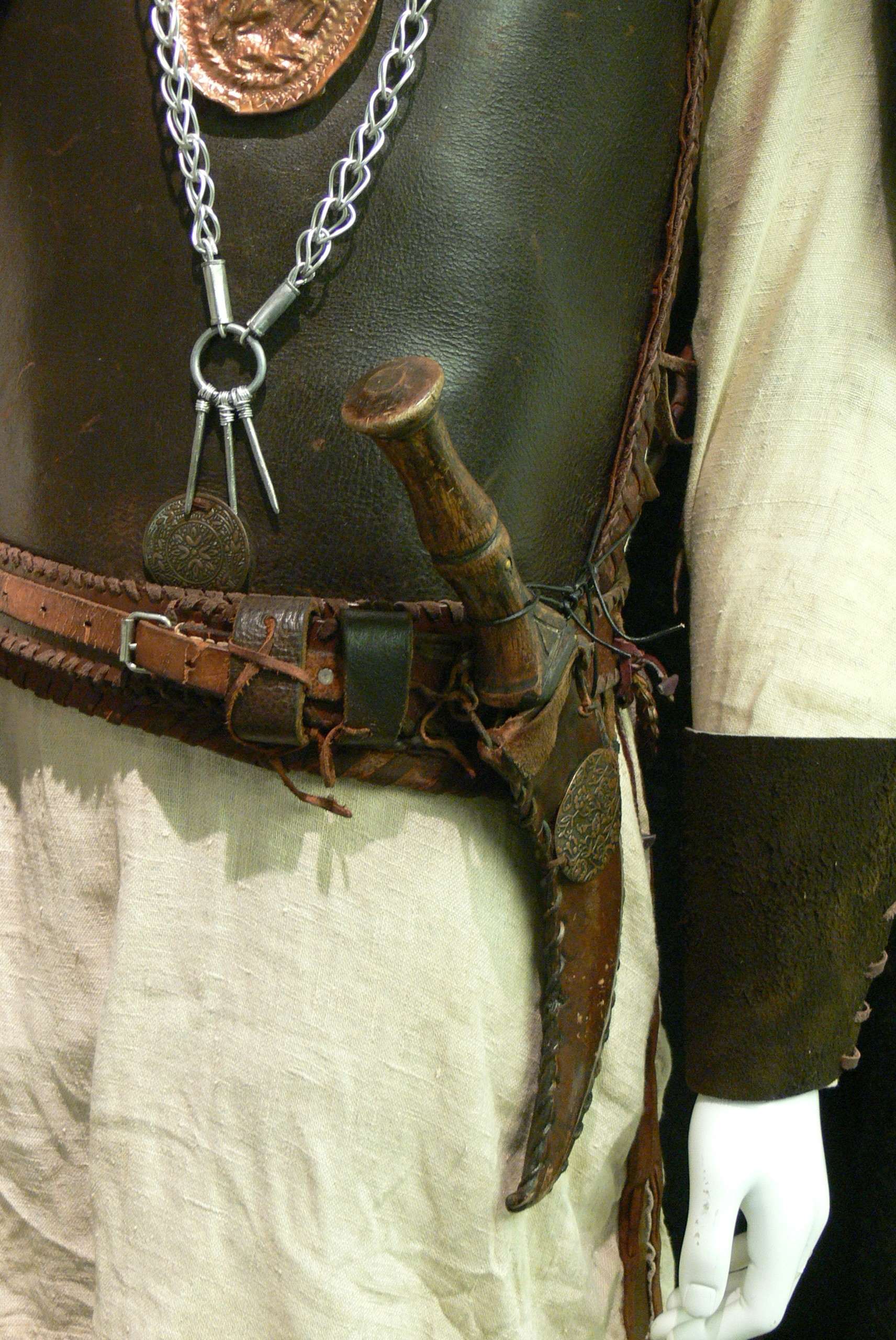
Сика на поясі дакійського воїна. Музей у Манхінзі (Німеччина)

Сика являла собою вигнутий клинок 40-45 см завдовжки. Характерна форма клинка призначалася для того, щоб обійти щит противника та ударити його у спину або у бік. Багато екземплярів сики було знайдено на території сучасних Румунії (давня Дакія), Боснії, Сербії (Іллірія) та Болгарії (Фракія).

## Інше
Із сикою пов'язана родова назва шестиокого піщаного павука — від лат. Sicarius, дос. «Сикарій», «Озброєний сикою», у переносному значенні — «Вбивця».